# Nejvýznamnější bit

Zápis čísla 149 ve dvojkové soustavě se zvýrazněným nejvýznamnějším bitem

Termín nejvýznamnější bit (používá se i zkratka MSb z anglického Most Significant Bit) se používá pro bit s nejvyšší hodnotou v binárním vyjádření čísla; v obvyklém dvojkovém zápisu jde o bit nejvíce vlevo. 
Naopak zkratka MSB se používá ve smyslu Most Significant Byte a znamená bajt s nejvyšší hodnotou ve vícebajtovém zápisu čísla (to, zda jde o bajt první či poslední, závisí na endianitě). Opakem nejvýznamnějšího bitu je nejméně významný bit (LSb).
Nejvýznamnější bit má často zvláštní význam, například při  reprezentaci čísla metodou dvojkového doplňku představuje znaménkový bit, který udává, zda je číslo kladné nebo záporné.